# Chiesa della Santissima Trinità dei Monti
La chiesa della Santissima Trinità dei Monti è un edificio religioso che si trova a Locarno.

## Storia
Eretta agli inizi del XVII secolo, viene radicalmente trasformata fra il 1864 ed il 1868. Il campanile è del 1903.

## Descrizione
La chiesa ha una pianta ad unica navata, affiancata da due cappelle laterali e ricoperta da una volta a botte lunettata.